# ألمانيا المحتلة من قبل قوات الحلفاء
كانت فترة الاحتلال في ألمانيا بين عامي 1945 و 1949 هي المرحلة بين انهيار ألمانيا النازية في نهاية الحرب العالمية الثانية وتأسيس الدولتين الألمانيتين، جمهورية ألمانيا الاتحادية وجمهورية ألمانيا الديمقراطية اللتين كانتا تنتميتان إلى كتلتين متنافستين خلال الحرب الباردة.
احتل الحلفاء ألمانيا بأكملها عسكريًا من إعلان برلين في 5 يونيو 1945 إلى إنشاء ألمانيا الغربية في 23 مايو 1949. بعد انهيار ألمانيا النازية (1933-1945) واستسلامها في 8 مايو 1945 للحلفاء المتمثلين بالولايات المتحدة والمملكة المتحدة والاتحاد السوفيتي وفرنسا نُظمت السلطة والسيادة المشتركة بإنشاء مجلس المراقبة في إعلان برلين لعام 1945. في البداية حُددت ألمانيا المحتلة على أنها جميع أراضي الرايخ الألماني السابق (1922-1938) قبل ضم النازيين للنمسا ولاحقًا كما قرر الحلفاء في مؤتمر بوتسدام لعام 1945، حددت اتفاقية بوتسدام في 1 أغسطس الحدود الشرقية الجديدة لألمانيا من خلال منح بولندا والاتحاد السوفيتي جميع مناطق ألمانيا شرق خط أودر-نايسه (الأجزاء الشرقية من بوميرانيا ونويمارك وبوزن-غرب بروسيا ‏ وبروسيا الشرقية وتقريبا كل سيليزيا)  وقُسم ما تبقى من ألمانيا إلى مناطق الاحتلال الأربع لأغراض إدارية تُحكم من الولايات المتحدة والمملكة المتحدة وفرنسا والاتحاد السوفيتي. على الرغم من أن الحلفاء الثلاثة (الولايات المتحدة والمملكة المتحدة والاتحاد السوفيتي) اتفقوا سابقا في مؤتمر طهران عام 1943 على احتلال وتقسيم وحدود ألمانيا، إلا أن الاتفاق على المناطق الاحتلال الأربعة تم في مؤتمر يالطا 1945.
أُعِيدَتْ جميع الأراضي التي ضمتها ألمانيا قبل الحرب من النمسا وتشيكوسلوفاكيا إلى هذين البلدين. إقليم ميميل الذي ضمته ألمانيا من ليتوانيا قبل الحرب ضُمه الاتحاد السوفيتي في عام 1945 ونُقل إلى جمهورية ليتوانيا الاشتراكية السوفيتية.  أُعِيدَتْ جميع الأراضي التي ضمتها ألمانيا خلال الحرب من بلجيكا وفرنسا وإيطاليا ولوكسمبورغ وبولندا ويوغوسلافيا إلى بلدانها.
الانحراف عن مناطق الاحتلال التي أُقرت وفقًا لبروتوكول لندن عام 1944 في بوتسدام وافقت الولايات المتحدة والمملكة المتحدة والاتحاد السوفيتي على فصل الأراضي الواقعة شرق خط أودر-نايسه عن ألمانيا واتفقوا على تعيين خط حدود دقيق في معاهدة سلام ألمانية نهائية. كان من المتوقع أن تؤكد هذه المعاهدة على دفع حدود بولندا غرباً، حيث التزمت المملكة المتحدة والولايات المتحدة بدعم الاندماج الدائم لألمانيا الشرقية في بولندا والاتحاد السوفيتي.  من مارس 1945 إلى يوليو 1945 كانت هذه الأراضي الشرقية السابقة لألمانيا تدار تحت سلطة الاحتلال العسكري السوفياتي، ولكن بعد مؤتمر بوتسدام سُلمت إلى الإدارات المدنية السوفيتية والبولندية ولم تعد تشكل جزءًا من ألمانيا المحتلة من الحلفاء.
في الأسابيع الأخيرة من القتال في أوروبا تجاوزت القوات الأمريكية الحدود المتفق عليها لمناطق الاحتلال المستقبلية، تجاوزتها في بعض الأماكن لما يصل 320 كيلومترًا. كان ما يسمى بخط الاتصال بين القوات السوفيتية والأمريكية في نهاية الأعمال العدائية، والذي كان يقع أغلبه شرق الحدود الألمانية الداخلية التي أُسست في يوليو 1945، كان خط الاتصال هذا مؤقتاً. بعد شهرين من السيطرة على المناطق التي خُصصت للمنطقة السوفيتية انسحبت القوات الأمريكية في الأيام الأولى من يوليو 1945. خلص البعض إلى أن هذه كانت خطوة حاسمة أقنعت الاتحاد السوفيتي بالسماح للقوات الأمريكية والبريطانية والفرنسية بدخول قطاعاتها المعينة في برلين، على الرغم من أن الحاجة إلى جمع المعلومات الاستخبارية (عملية مشبك الورق) قد كانت عاملا مهما في الموضوع. في 20 مارس 1948 انسحب السوفييت من مجلس سيطرة الحلفاء، مما أدى لاحقًا إلى إنشاء الدولتين الألمانيتين الشرقية والغربية في عام 1949.

## نظام الحكم وظهور دولتين ألمانيتين
انهارت خطة الحلفاء الأصلية لحكم ألمانيا كدولة واحدة من خلال مجلس مراقبة الحلفاء في الفترة 1946-1947 بسبب التوترات المتزايدة بين الحلفاء، رغبت بريطانيا والولايات المتحدة في التعاون، لكن فرنسا عرقلت أي عمل لتفكيك ألمانيا، من جهته عمل الاتحاد السوفياتي منذ البداية على تطبيق مبادئ النظام الاشتراكي السياسية والاقتصادية في منطقة نفوذه (إعادة التوزيع القسري للأرض، تأميم الشركات). كانت نقطة الخلاف الأخرى هي استيعاب المُهجرين بعد الحرب، ففي حين وافقت المملكة المتحدة والولايات المتحدة والاتحاد السوفيتي على استقبال وإيواء وإطعام حوالي ستة ملايين مواطن ألماني طرد من ألمانيا الشرقية السابقة وأربعة ملايين شخص من أصول ألمانية من تشيكوسلوفاكيا وبولندا والمجر ويوغوسلافيا، لم توافق فرنسا على عمليات الطرد والتهجير التي سمحت بها اتفاقية بوتسدام (اتخذ القرار دون مشاركة فرنسا)، ولذلك رفضت فرنسا استيعاب لاجئين الحرب الألمان الذين حُرموا من العودة إلى ديارهم في الأراضي الألمانية الشرقية، ومع ذلك فقد سُمح بعودة بعض السكان الأصليين الذين هجرهم النازيون مثل اللاجئين السياسيين واليهود، وكذلك الذين هُجروا بسبب عمليات الترحيل المرتبطة بالحرب مثل الإخلاء بسبب الغارات الجوية، فقد عاد كل هؤلاء إلى ديارهم في المناطق الواقعة تحت السيطرة الفرنسية.
كانت كل دولة من دول الاحتلال الأربع تمارس سلطات حكومية مستقلة في مناطق نفوذها في ألمانيا، ونفذت سياسات مختلفة تجاه السكان والحكومات المحلية. تطورت لاحقاً إدارة موحدة للمناطق الغربية، فقد دمجت المناطق الأمريكية والبريطانية في 1 يناير 1947 وعُرفت باسم بايزون، ثم دمجت المنطقة الفرنسية وأصبحت المنطقة الغربية تعرف باسم ترايزون. انهار التعاون بين الشرق والغرب بشكل كامل في ألمانيا خصوصاً مع فرض الاتحاد السوفيتي حصار برلين من يونيو 1948 إلى مايو 1949. دمجت المناطق الغربية الثلاث لتشكيل جمهورية ألمانيا الاتحادية في مايو 1949، ورد السوفييت في أكتوبر 1949 بإنشاء جمهورية ألمانيا الديمقراطية.
استمر الاحتلال في الغرب حتى 5 مايو 1955، عندما دخلت المعاهدة العامة (بالألمانية: Deutschlandvertrag) حيز التنفيذ. وكانت الدول الغربية قد استبدلت الحكام العسكريين عند إنشاء جمهورية ألمانيا الاتحادية في مايو 1949 بمفوضين مدنيين كبار، لكن مع دخول المعاهدة العامة حيز التنفيذ انتهى الاحتلال وتوقف تقسيم ألمانيا الغربية إلى مناطق نفوذ، واستُبدل المفوضون السامون بسفراء عاديين، وسمح لألمانيا الغربية ببناء جيش دفاعي وتأسس البونديس فير في 12 نوفمبر عام 1955.
حدث وضع مشابه في ألمانيا الشرقية، فأُقيمت جمهورية ألمانيا الديمقراطية في 7 أكتوبر 1949، وفي 10 أكتوبر استُبدلت الإدارة العسكرية السوفيتية في ألمانيا بلجنة المراقبة السوفيتية، وعلى الرغم ذلك لم تمنح السيادة الجزئية لحكومة جمهورية ألمانيا الديمقراطية حتى 11 نوفمبر 1949. استبدلت لجنة المراقبة السوفييتية بعد وفاة جوزيف ستالين في مارس 1953 بمكتب المفوض السوفيتي السامي في 28 مايو 1953. ألغي منصب المفوض السامي واستبدال بالسفير ومنحت السيادة العامة لجمهورية ألمانيا الديمقراطية عندما أبرم الاتحاد السوفييتي معاهدة «الدولة» مع جمهورية ألمانيا الديمقراطية في 20 سبتمبر 1955. أنشأت جمهورية ألمانيا الديمقراطية الجيش الشعبي الوطني في 1 مارس 1956.
على الرغم من منح السيادة العامة لكلتا الدولتين الألمانيتين في عام 1955، لكن لم تتمتع أي حكومة ألمانية بسيادة كاملة وغير مقيدة بموجب القانون الدولي إلا بعد إعادة توحيد ألمانيا في أكتوبر 1990. كانت ألمانيا الغربية مستقلة فعلياً، لكن الحلفاء الغربيين احتفظوا بسيطرة محدودة على ألمانيا الغربية وبرلين، أما ألمانيا الشرقية فقد تحولت من دولة تابعة في فلك الاتحاد السوفياتي إلى دولة مستقلة اقتصادية، مع احتفاظ السلطة السوفيتية بالسيطرة الأمنية. أصبحت أحكام معاهدة التسوية النهائية والمعروفة أيضاً باسم «معاهدة 2+ 4» - والتي تمنح ألمانيا سلطات كاملة ذات سيادة - نافذة قانونياً في 15 مارس 1991 بعد أن صدقت جميع الدول المشاركة فيها على المعاهدة. غادرت آخر قوات الاحتلال من ألمانيا عندما انتهى الوجود العسكري الروسي في عام 1994، على الرغم من أن جيش الاحتلال البلجيكي في ألمانيا قد بقي في الأراضي الألمانية حتى نهاية عام 2005.
لم تكن مدينة برلين جزءاً من أي من الدولتين، وظلت تحت احتلال الحلفاء حتى إعادة توحيد ألمانيا في أكتوبر 1990. دمجت القطاعات الغربية الثلاثة في برلين في كيان واحد هو برلين الغربية لأغراض إدارية. أصبح القطاع السوفياتي معروفاً باسم برلين الشرقية، وفي حين لم تعترف بها القوى الغربية كجزء من ألمانيا الشرقية، فقد أعلنت جمهورية ألمانيا الديمقراطية برلين عاصمة لها.

## سياسة الاحتلال
أقر الجنرال أيزنهاور في نهاية الحرب سياسة عدم التآخي للقوات التي تقع تحت قيادته في ألمانيا المحتلة. ثم خُففت هذه السياسة على مراحل، وبحلول يونيو 1945 أصبح حظر التحدث مع الأطفال الألمان أقل صرامة، وفي يوليو أصبح من الممكن التحدث إلى البالغين الألمان في ظروف معينة، وفي سبتمبر ألغيت هذه السياسة تماماً في النمسا وألمانيا.
استخدم الأمريكيون والبريطانيون وحدات من الشرطة الألمانية المسلحة للحفاظ على الأمن والسيطرة على مخيمات الاعتقال التي احتجزت فيها أعداد كبيرة من القوات الألمانية منزوع السلاح في ألمانية الغربية، وفي يونيو 1946 سلمت وحدات الشرطة هذه أسلحتها إلى القوات الغربية لتكون بذلك آخر قوات ألمانية تسلم أسلحتها للحلفاء. بحلول ديسمبر 1945 كانت قوات الحلفاء قد اعتقلت أكثر من 100 ألف مدني ألماني باعتبارهم تهديدات أمنية محتملة أو أعضاء في منظمات إجرامية.
كان الوضع الغذائي في ألمانيا المحتلة سيئاً للغاية، فبحلول ربيع عام 1946 كانت الحصة الرسمية للفرد في المنطقة الأمريكية لا تزيد عن 1,275 كيلو كالوري في اليوم، ومن المحتمل أن بعض المناطق تلقت أقل من 700 كيلو كالوري للفرد الواحد في اليوم. استفاد بعض جنود الاحتلال من الوضع الغذائي المتردي في ألمانيا من خلال استغلال إمداداتهم الكبيرة من المواد الغذائية والسجائر للوصول إلى الفتيات الألمانيات المحليات بحيث قدموا لهن الطعام مقابل الجنس.
كانت السلطات البريطانية أقل صرامة من الأمريكيين حول قانون عدم التآخي، في حين كانت السلطات الفرنسية والسوفياتية أكثر صرامة، ورغم أن جنود الحلفاء أُمروا بالاستجابة للقوانين الألمانية المحلية أثناء وجودهم في ألمانيا، لكن المحاكم الألمانية لم تتمكن من محاكمة الجنود بتهمة ارتكاب جرائم، وعندما كان جندي يتهم بارتكاب سلوك إجرامي فضلت سلطات الاحتلال معالجة الأمر داخل نظام القضاء العسكري، وقد أدى هذا في بعض الأحيان إلى عقوبات أشد مما كان متاحاً بموجب القانون الألماني، فمثلاً يمكن إعدام الجنود الأمريكيين إذا أدينوا بالاغتصاب.

## معرض صور

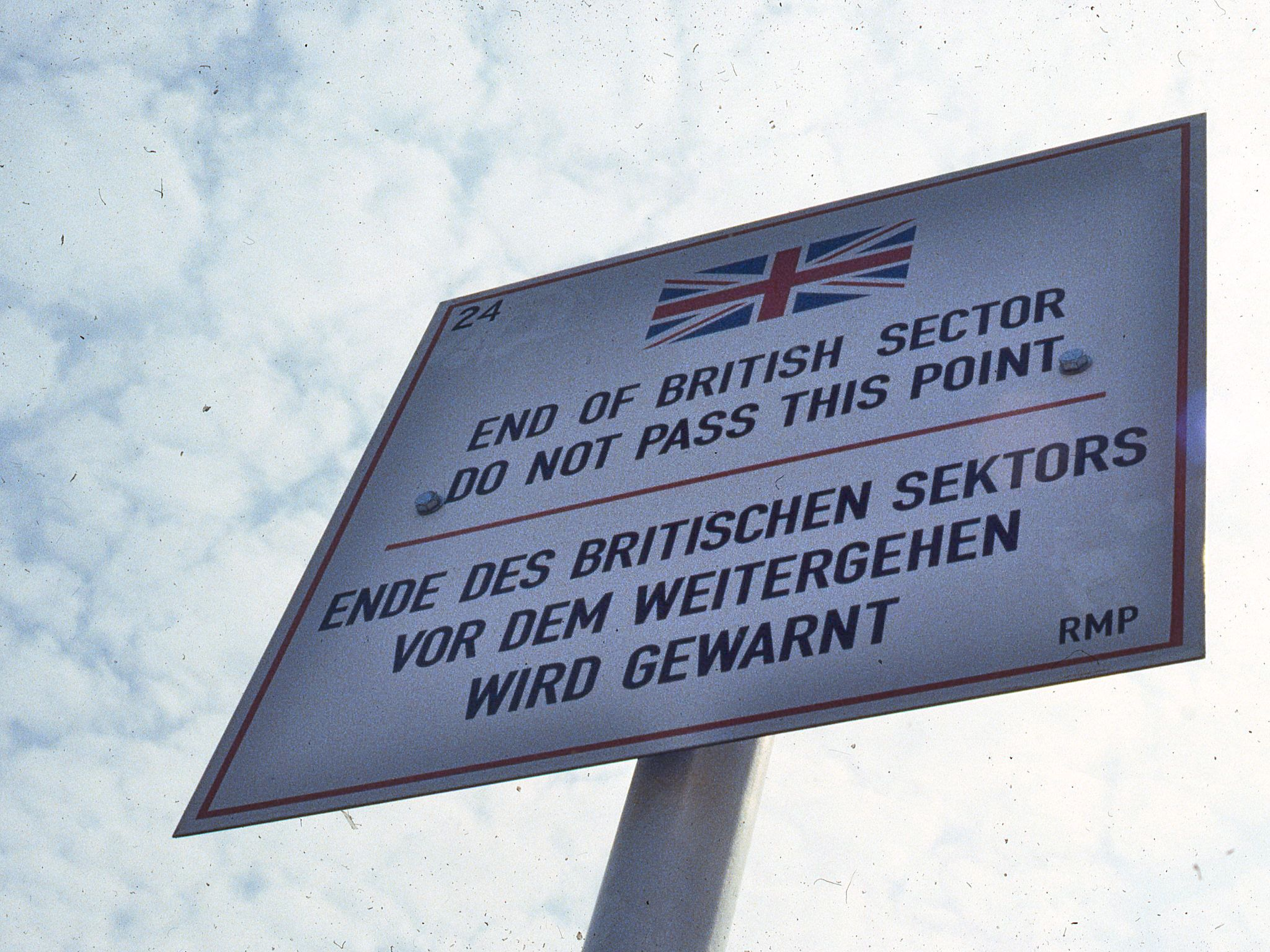
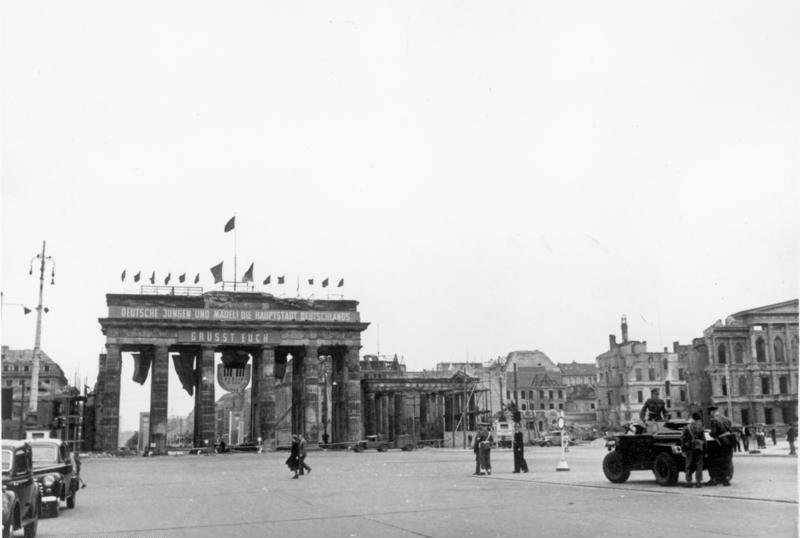

## الحكام والمفوضون العسكريون

### المنطقة الأمريكية

#### الحكام العسكريون
| المفوض السامي                             | في المنصب                       |
| ----------------------------------------- | ------------------------------- |
| الجنرال دوايت أيزنهاور                    | 8 مايو 1945 – 10 نوفمبر 1945    |
| الجنرال جورج باتون (قائم بالأعمال)        | 11 نوفمبر 1945 – 25 نوفمبر 1945 |
| الجنرال جوزيف تي. مكنيرني                 | 26 نوفمبر 1945 – 5 يناير 1947   |
| الجنرال لوسيوس دي. كلاي                   | 6 يناير 1947 – 14 مايو 1949     |
| الجنرال كلارنس أر. هويبنر (قائم بالأعمال) | 15 مايو 1949 – 1 سبتمبر 1949    |